# Erik Gustaf Boström
Erik Gustaf Boström (ur. 11 lutego 1842 w Sztokholmie, zm. 21 lutego 1907 tamże) – szwedzki polityk.

## Kariera
Był posiadaczem ziemskim, posłem do Riksdagu. Początkowo należał do Partii Agrariuszy, po rozłamie w niej w 1888 został jednym z liderów Nowej Partii Agrariuszy. W 1891 po raz pierwszy stanął na czele rządu. Kierował gabinetem do 1900. Pełnił funkcje ministra finansów (1894-1895) i ministra spraw zagranicznych (1899). Udało mu się uregulować sprawę podatku gruntowego, przyczynił się również do powiększenia państwowej floty. W latach 1896 i 1904 przedstawiał propozycje reformy prawa wyborczego, nie zyskały one jednak aprobaty parlamentu. W 1902 ponownie został premierem. Próbował rokować między politykami szwedzkimi a norweskimi, dążąc do utrzymania unii szwedzko-norweskiej. Gdy jego starania nie przyniosły rezultatu złożył dymisję.